# Tatort: Das Wunderkind
Das Wunderkind ist ein Fernsehfilm aus der Krimireihe Tatort. Der vom Bayerischen Rundfunk produzierte Beitrag ist die 1260. Tatort-Episode und wurde am 4. Februar 2024 im SRF, im ORF und im Ersten ausgestrahlt. Das Münchner Ermittlerduo Batic und Leitmayr ermittelt in seinem 95. Fall.

## Handlung
Leitmayr und Batic ermitteln nach dem Mord an einem Häftling in einer Justizvollzugsanstalt. Denn Roland Gumbert, einer der Häftlinge, liegt leblos in der Duschkabine. Sein Mörder hat ihm einen Stich direkt in die Halsschlagader verpasst.  Keiner seiner Mithäftlinge weint Gumbert eine Träne nach, außer seinem Lover Martin Liebeck. Er war Anführer einer Clique, die sich mit der Konkurrenztruppe um Metin Demir regelmäßig kleinere und größere Scharmützel liefert. Es wird keine leichte Aufgabe für die Münchner Kommissare, den Mörder von Gumbert aufzuspüren, denn keiner der JVA-Insassen hat etwas zu gewinnen, wenn er mit der Polizei spricht. 
Batic und Leitmayr richten in der Bibliothek der Haftanstalt die Ermittlungszentrale ein.
So gut wie jeder Häftling hat ein Motiv für den Mord, denn fast jeder war in irgendeiner Weise von ihm abhängig oder stand in seiner Schuld, außer Dieter Scholz. Der Kfz-Mechaniker sitzt wegen Autodiebstahls ein und steht kurz vor seiner Entlassung. Er kann es kaum erwarten, seinen Sohn Ferdinand wiederzusehen. Doch der ist in den letzten fünf Jahren bei seinen  Pflegeeltern Georg und Viola Seiffert aufgewachsen, die sein Talent nach Kräften gefördert haben: Ferdinand spielt schon im Kindesalter Klavier auf Weltklasseniveau und möchte lieber bei den Seifferts bleiben, sein leiblicher Vater ist für ihn ein Fremder.
Besonders Kommissar Leitmayr geht das Schicksal des talentierten Jungen zu Herzen, denn auch sein eigener Vater war gewalttätig. Deshalb würde er Scholz nur allzu gern davon überzeugen, den Jungen entscheiden zu lassen, wo er zukünftig leben will. Aber direkt nach seiner Entlassung führt ihn der erste Weg zu den Seifferts, um Ferdinand abzuholen. Nur sehr widerwillig geht der Junge mit und ist doppelt enttäuscht, kein Klavier mehr zu haben. Ein Keyboard, dass ihm sein Vater besorgt hat, lehnt er strikt ab zu benutzen. Er besteht darauf, wieder zu seinen „Eltern“ zurückzudürfen, was Scholz ihm aber nicht gestattet.
Merkwürdig ist, dass die Videoaufnahmen des Sport- und Duschbereichs – also des Tatorts – komplett verschwunden sind. Außer dem JVA-Personal hat niemand Zugriff darauf – es sei denn, Mithäftling und IT-Nerd Kevin Schneider hat jemandem einen Gefallen getan. Einer der Mithäftlinge verrät den Kommissaren dann, Scholz kurz vor Gumberts Tod in der Dusche begegnet zu sein. Als sie Scholz befragen wollen, liegt dieser erstochen am Boden seiner Wohnung.
Alle Indizien, die die Kommissare bisher gesammelt haben, weisen auf Kevin Schneider als Mörder von Gumbert. Er wurde vor Kurzem erst zu Gumbert in dessen Zelle verlegt und gibt nach einigen Befragungen zu, tatsächlich der Mörder zu sein, weil Gumbert ihn schon am ersten Tag vergewaltigt hätte und er dies nicht den Rest seiner Tage über sich ergehen lassen wollte. Zu seinem Schutz, da er unter den Mithäftlingen nicht mehr sicher sein dürfte, soll er in eine andere Einrichtung verlegt werden. Nach seiner Verlegung wird er dort jedoch niedergestochen.
Für den Mord an Scholz können die Ermittler Martin Liebeck zu einem Geständnis bewegen. Er war davon überzeugt, dass Scholz den Mann umgebracht habe, den er liebte, deshalb hätte er ihn erstochen, aber nur mit einem Stich und nicht mehrmals, wie ihm die Kommissare unterstellen wollen.
Ferdinand darf sehr wahrscheinlich wieder zu den Seifferts zurück, aber er wirkt noch immer verstört und spricht kaum noch. Leitmayr ist sich sicher, dass Scholz den Jungen misshandelt hat und dieser seiner Wut freien Lauf gelassen und auf den am Boden liegenden Vater nachträglich eingestochen hatte.

## Hintergrund
Der Film wurde vom 17. Januar 2023 bis zum 15. Februar 2023 in München und Umgebung gedreht. Die Szenen im Gefängnis entstanden in der neuen JVA Landshut. Die Premiere erfolgte am 15. September 2023 auf dem Filmfest Oldenburg.

## Rezeption

### Kritik
Das Lexikon des Internationalen Films vergab zweieinhalb von fünf möglichen Sternen und beurteilte den Film als düster und wenig Raum lassend für „auflockernde Elemente, was auf Dauer allerdings zu Monotonie“ führe. Die Frage nach Resozialisierung und Vergebung werde dabei „mit durchaus beachtlichem Ernst aufgegriffen, in der eher befremdlichen Feindseligkeit auf Seiten der Kommissare aber sehr umständlich durchexerziert.“
Im Der Spiegel wertete Christian Buß: „Knastkeule oder Sorgerechtsdrama? Dieser »Tatort« versucht beides zu sein. Während das Milieu hinter Gittern recht glaubhaft geschildert wird, bleibt der Vater-Sohn-Konflikt skizzenhaft.“
Rainer Tittelbach von tittelbach.tv urteilt: Auch wenn es ihm wichtig war, „diese Welt realistisch, glaubwürdig und in ihrer Härte zu zeigen“, so sei dieser „Tatort“ doch in erster Linie ein nie langweilender Genre-Krimi, der hoffentlich wenig mit dem deutschen Strafvollzug zu tun hat.
Bei SWR3 schrieb Stefan Scheurer: „Etwas schwerfällig tröpfelt der Tatort vor sich hin. Gängige Vorurteile werden ausgetauscht: Der Hauptverdächtige, also der gerade entlassene Vater, muss sich von der Polizei die immer gleichen Vorurteile anhören: Dass er auf immer ein Krimineller sei – von Recht auf Resozialisierung keine Spur.“ „Ein kaputtes Schicksal nach dem anderen kommt vorbei. Jeder könnte ein Killer sein, voller Motive. Gewinner gibt's in diesem Tatort nicht.“
Oliver Armknecht von film-rezensionen.de meinte: Dieser Tatort „bedient zwar mal wieder ein klassisches Krimipublikum, wenn ein Gangsterboss in einer Gefängnisdusche erstochen wird und das halbe Gefängnis in Frage kommt. Spannend ist der Film aber nicht, langweilt beispielsweise mit den klischeehaften Figuren.“

### Einschaltquoten
Die Erstausstrahlung von Das Wunderkind am 4. Februar 2024 wurde in Deutschland von 8,08 Millionen Zuschauern gesehen und erreichte einen Marktanteil von 26,7 % für Das Erste.